# Legend of Grimrock
Legend of Grimrock – fabularna gra akcji wyprodukowana i wydana 11 kwietnia 2012 roku przez Almost Human na system Windows. W październiku 2012 roku wydano do niej edytor do tworzenia własnych map. W grudniu 2012 roku pojawiła się wersja na systemy OS X i Linux.
Akcja rozgrywa się w lochach na górze Grimrock, gdzie celem gracza jest ucieczka z więzienia. Legend of Grimrock to dungeon crawler inspirowany starszymi produkcjami z tego gatunku; gracz tworzy drużynę bohaterów, zbiera znalezione przedmioty, walczy z potworami i rozwiązuje zagadki logiczne.
Łącznie sprzedano prawie milion kopii gry. 15 października 2014 roku wydano kontynuację o tytule Legend of Grimrock II.

## Rozgrywka

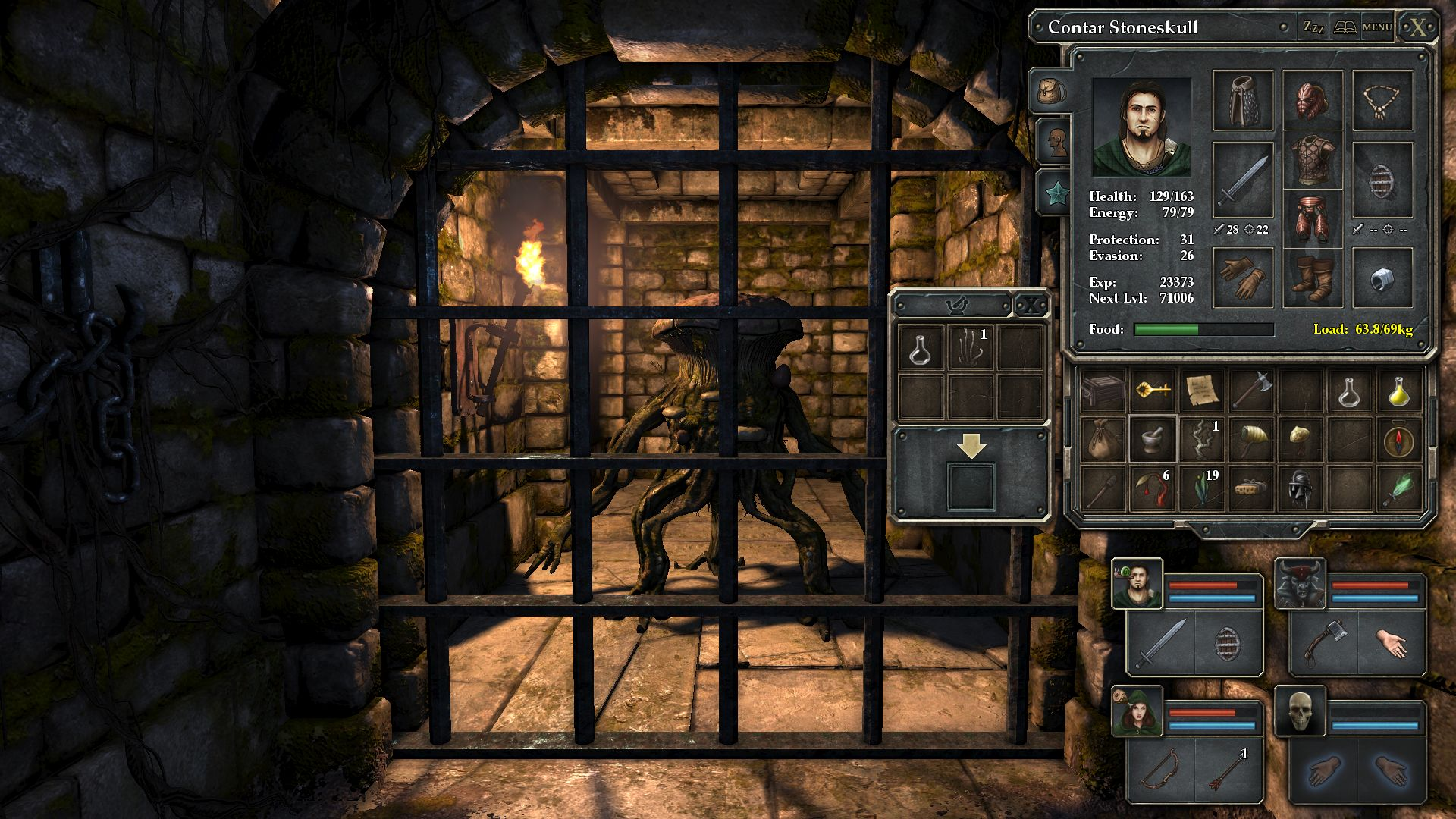
Zrzut ekranu z gry

Gra Legend of Grimrock ukazana jest z perspektywy pierwszej osoby. Gracz kontroluje zespół złożony z maksymalnie czterech osób, które poruszają się po lochu złożonym z kilku poziomów. Po rozpoczęciu gry gracz tworzy swoją drużynę wybierając między innymi rasę i klasę postaci. Głównym celem jest dotarcie na najniższy poziom i ucieczka z więzienia. Obszar gry został podzielony na kwadratowe sektory, tak że można poruszać się skokowo w czterech kierunkach tylko po sąsiadujących ze sobą polach, a cała drużyna porusza się jednocześnie. Ten styl rozgrywki był popularny w grach RPG z lat 80. i 90. takich jak Dungeon Master i Eye of the Beholder, na których Legend of Grimrock była wzorowana.
W trakcie gry gracz jednym z celów jest rozwiązywanie zagadek i walka z przeciwnikami. Postacie w zespole zdobywają doświadczenie za zabijanie potworów w lochu, co pozwala na korzystanie z lepszego oręża i czarów. Walka toczy się w czasie rzeczywistym w taki sposób, że każda z postaci może oddać atak co kilka sekund. Trudniejsze zagadki są dla gracza opcjonalne, ale po ich rozwiązaniu można otrzymać dodatkowe, specjalne przedmioty. W grze dostępny jest specjalny tryb, w którym mapa świata jest niedostępna. Ze znalezionych wcześniej przedmiotów można warzyć mikstury np. antidotum do wyleczenia trucizny. W trakcie gry wszystkie postacie muszą jeść i odpoczywać. W przeciwnym wypadku ich życie i energia przestaną się regenerować.

## Produkcja
Legend of Grimrock to pierwsza gra niezależnego fińskiego studia Almost Human. Firma została założona w 2011 roku w Espoo przez 4 osoby pracujące wcześniej w branży gier komputerowych (m.in. Futuremark, Remedy Entertainment). W marcu 2012 roku na niecały miesiąc przed premierą, twórcy ogłosili koniec prac nad grą. 4 października 2012 roku wydano do niej edytor do tworzenia własnych map. Kilka miesięcy po premierze 19 grudnia 2012 roku pojawiła się wersja na systemy OS X i Linux.

## Odbiór
Gra zebrała głównie pozytywne recenzje uzyskując średnią ocen na poziomie 82/100 w serwisie Metacritic. Chwalono powrót do korzeni gatunku dungeon crawl i pomysłowe zagadki, ale negatywnie oceniono sposób walki. Legend of Grimrock był dostępny w pakiecie Humble Indie Bundle 7. W styczniu 2013 roku ogłoszono, że sprzedano ponad 600 tysięcy egzemplarzy gry. W 2014 łączna liczba sprzedanych kopii zwiększyła się do 900 tysięcy. Nathan Meunier z IGN pochwalił prosty i intuicyjny interfejs, który nie rozprasza gracza i pozwala mu skupić się na walce. Redaktor zauważył też, że duża liczba sekretów, jak i stworzenie różnych postaci, pozwalają na przechodzenie gry kilkukrotnie. Recenzję podsumował stwierdzeniem, że Grimrock to hołd oddany starszym produkcjom z poprzedniego stulecia.
Krystian Smoszna docenił zagadki zawarte w grze. Skomentował, że nie są może zbyt trudne, ale są miłym urozmaiceniem walki. Jako wady uznał brak możliwości szybkiego zapisu i brak poruszania się z otwartą mapą widoczną na ekranie. Krytyk określił grę jako niszową. Jego zdaniem taki ukłon w stronę starszych graczy jest miły, ale nie przyciągnie do siebie młodszych odbiorców, którzy nie znają tego gatunku.